# Зеленой, Павел Алексеевич
Павел Алексеевич Зеленой (5 (17) января 1833 — 10 (23) января 1909, Одесса) — русский военачальник и государственный деятель, полный генерал по Адмиралтейству (1902).

## Биография
Родился 5 (17) января 1833 года — третий сын в семье капитана-лейтенанта в отставке Алексея Николаевича Зеленого и его супруги Екатерины Михайловны. Образование получил в Морском кадетском корпусе (1851).

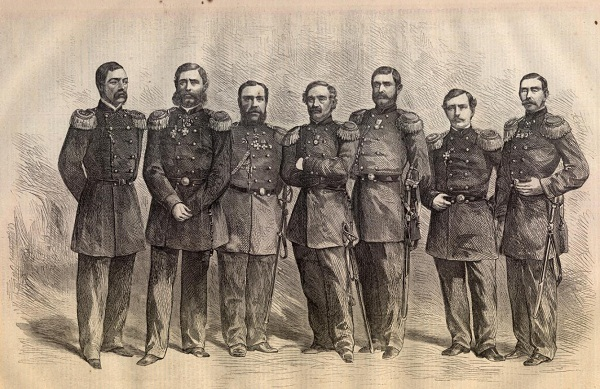
Капитаны экспедиции русского флота к берегам Северной Америки. Слева направо: П. А. Зеленой (клипер «Алмаз»), И. И. Бутаков (фрегат «Ослябя»), М. Я. Федоровский (фрегат «Александр Невский»), адмирал С. С. Лесовский (командир эскадры), Н. В. Копытов (фрегат «Пересвет»), О. К. Кремер, (корвет «Витязь»), Р. А. Лунд (корвет «Варяг»).

B 1850—1852 плавал на Балтийском море. Совершил два кругосветных плавания на фрегатах «Паллада» (в 1852—1854) и «Диана» (1855). С 1854 года — лейтенант, в 1856—1860 — на фрегате «Аскольд». Во время 2-го путешествия 6 месяцев провел в английском плену.
С 1860 года — командир клипера «Алмаз», и до 1865 плавал в составе эскадры контр-адмирала С. С. Лесовского, в том числе участвовал в Первой экспедиции русского флота к берегам Северной Америки. B 1866—1869 командовал корветом «Витязь», затем — фрегатом «Светлана».
В 1870 уволен со службы для плавания на коммерческих судах, состоял инспектором в РОПИТе. Участник русско-турецкой войны 1877—1878: командовал отрядом минных заградителей, руководил перевозкой русских войск из портов Мраморного моря в Россию.
В 1882 году произведён в контр-адмиралы. Затем на административной службе: с 1882 — Таганрогский, а с 1885 — Одесский градоначальник. B 1891 получил чин генерал-лейтенантa (по Адмиралтейству). С 1898 — почетный Опекун Опекунского Совета учреждений Императрицы Марии.

## В мемуарах современников
Вот что пишет о нём Сергей Рудольфович Минцлов в своих воспоминаниях «Петербург в 1903—1910 годах»: 

 В бытность мою в Одессе служил там пристав — фамилию его забыл — специалист по части изловления всяких воров. Разгорелась какая-то история, и нежданно из Москвы нагрянула в Одессу сыскная полиция; краденые вещи, из-за которых разгорелся сыр-бор, нашлись у этого самого лихача пристава. Конечно, граф Шувалов — тогдашний градоначальник — немедленно хотел отдать его под суд, но… у того помимо краденых вещей отыскались и записочки бывшего градоначальника, ныне почетного опекуна и большой шишки — Зеленого, из которых явствовало, что Зеленый позаимствовал у «бедного» (по формуляру) полицейского пристава, своего подчиненного — 30 или 40 тысяч… Разгадка этой шарады канула в Лету, так как Зеленый, конечно, выгородил своего, скажем деликатно, — любимца; кстати сказать, этот любимец ныне помощником полицеймейстера в той же Одессе…
Зеленый был не градоначальник, а нечто вроде неограниченного повелителя; о нем ходят целые легенды. Хам он притом был невероятный: ругался, не стесняясь, на улицах во все горло, как два извозчика; между прочим, знаю о нем — я его еще застал в Одессе — такого рода рассказец. Как-то нежданно вздумал он ночью прогуляться пешком по особо вертепистым улицам. Конечно, сбоку тротуара почтительно рысил рядом с ним струхнувший пристав; позади маршировала, как водится, остальная братия — околодочные, городовые и т. д.
«Заведения» должны были быть в тот час все закрыты; однако зоркий глаз одесского Гарун-аль-Рашида усмотрел, что двери многих трактиров только притворены, а внутри свет и шум.
— Открыты? — проронил Зеленый. — Почем берешь? — вдруг обратился он к приставу, думавшему уже, что пришел его последний час. — Да ну, смелее!
— По сто рублей, ваше превосходительство… — пролепетал пристав, пронизанный недреманным оком.

— Мало! — решил Зеленый. — Больше с них, мерзавцев, брать надо! — и величаво проследовал дальше.— 
О Зеленом упоминал в своих мемуарах и Лев Троцкий, учившийся во время его градоначальства в одесском училище Св. Павла: 

 Одесса была, пожалуй, самым полицейским городом в полицейской России. Главным лицом в городе был градоначальник, бывший контр-адмирал Зеленой Второй. Неограниченная власть сочеталась в нем с необузданным темпераментом. О нем ходили неисчислимые анекдоты, которые одесситы передавали друг другу шепотом. За границей, в вольной типографии, вышел в те годы целый сборник рассказов о подвигах контр-адмирала Зеленого Второго. Я видел его только один раз, и то лишь со спины. Но этого было для меня вполне достаточно. Градоначальник стоял во весь рост в своем экипаже, хриплым голосом испускал на всю улицу ругательства и потрясал вперед кулаком. Перед ним тянулись полицейские с руками у козырьков и дворники с шапками в руках, а из-за занавесок глядели перепуганные лица. Я подтянул ремни ранца и ускоренным шагом направился домой.

Когда я хочу восстановить в памяти образ официальной России в годы моей ранней юности, я вижу спину градоначальника, его протянутый в пространство кулак и слышу хриплые ругательства, которые не принято печатать в словарях. — 

## Смерть и похороны
Скончался 10 (23) января 1909 года в Одессе. Был похоронен на 1-м Христианском (Старом) кладбище вместе с женой. 
По желанию дочерей прах родителей был перевезён в бологовское имение Высокое, унаследованное их мужьями после смерти тётушки, княгини С. И. Эристовой.

## Награды
Среди многочисленных наград П. А. Зеленого, полученных им за время службы, высшие степени как русских — орденов Святого Станислава и Святой Анны, орден святого Владимира второй степени, так и иностранных. Среди них: 
- орден Печати Соломона (Абиссиния)
- орден ? (с бриллиантами) (Бухара)
- Командорская степень ордена Филиппа Великодушного (Гессен-Дармштадт)
- Командорский крест ордена Спасителя (Греция)
- орден Данеброг (Дания)
- орден Льва и Солнца (Персия)
- Командорский крест ордена Христа (Португалия)
- ордена Святого Саввы и Таковского креста (Сербия)

## Семья
Жена: Верховская Наталья Михайловна (1842—1901). Их дети, родившиеся в Одессе:
- Михаил (08.11.1870 — 05.1871)
- Александр (1872—1922)
- Екатерина (03.04.1874 — после 1918), с 30 октября 1896 года была замужем за уездным предводителем дворянства князем М. П. Путятиным (1870—1936) — сыном П. А. Путятина;
- Ольга (26.11.1877—15.04.1967, Мальта), замужем за шталмейстером, князем П. П. Путятиным (1872—1943). В 1919 году семья, вместе с графиней Брасовой, через Одессу эмигрировала на Мальту. Единственная дочь Наталья Путятина (1904—1984) — балерина, основательница Мальтийской академии балета.